# Oljovski (Timashovsk, Krasnodar)
Oljovski (del ruso: Ольховский) es un jútor del raión de Timashovsk del Krai de Krasnodar, en el sur de Rusia, situado a orillas del río Kirpili, 5 km al noroeste de Timashovsk y 66 km al norte de Krasnodar, la capital del krai. Tenía 1 020 habitantes en 2010.
Pertenece al municipio Dnepróvskoye.